# Jamie Collins
Jamie Collins (McCall Creek, 2 maggio 1990) è un giocatore di football americano statunitense che milita nel ruolo di linebacker per i Detroit Lions della National Football League (NFL). Fu scelto nel corso secondo giro (52º assoluto) del Draft NFL 2013 dai New England Patriots. Al college ha giocato a football alla Southern Mississippi University.

## Carriera professionistica

### New England Patriots

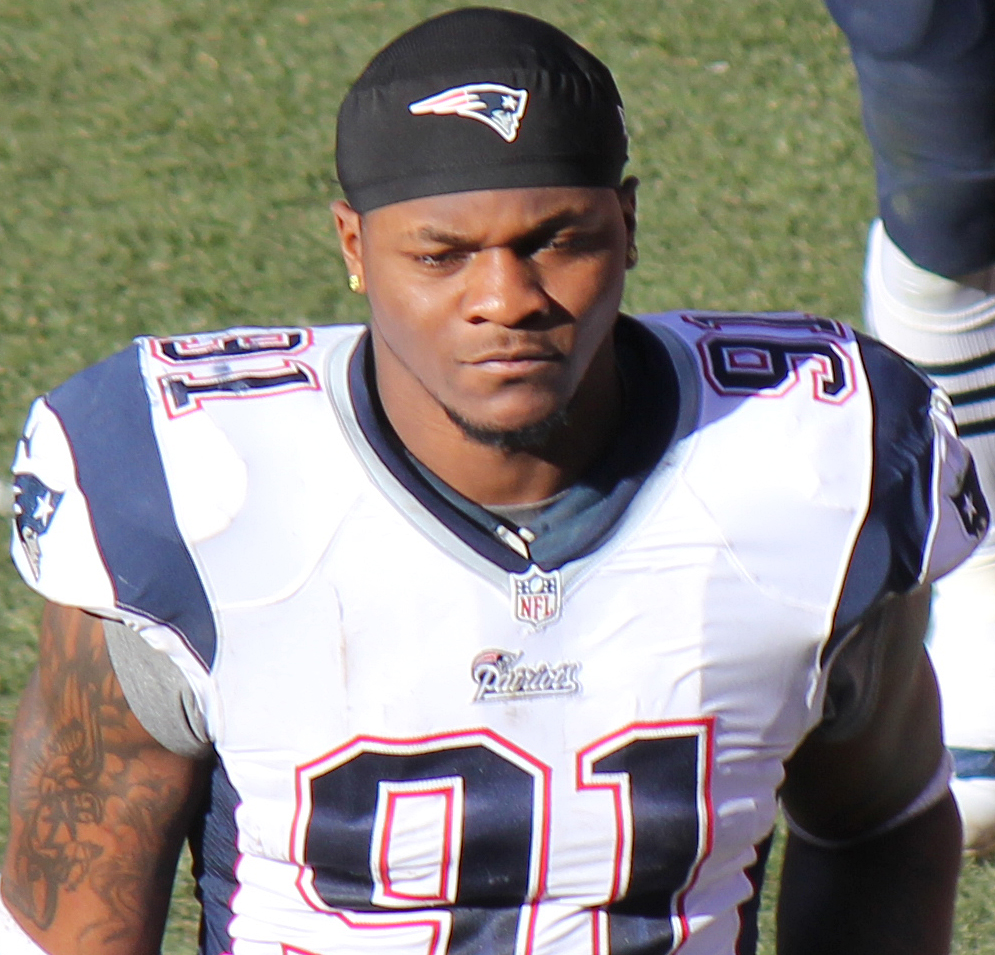
Collins nel 2014

Collins fu scelto nel corso del secondo giro del Draft 2013 dai New England Patriots. Debuttò come professionista nella vittoria della settimana 1 contro i Buffalo Bills. Nella sua prima stagione regolare disputò tutte le 16 partite, nove delle quali come titolare, mettendo a segno 43 tackle e 3 passaggi deviati.
Nella gara del secondo turno di playoff vinta contro gli Indianapolis Colts, Collins disputò una grande prova mettendo a segno un intercetto e un sack su Andrew Luck.
Nella stagione regolare 2014, Collins guidò i Patriots con 116 tackle. Un anno dopo intercettò ancora Luck nella finale della AFC con New England che vinse per 45-7, qualificandosi per il Super Bowl XLIX, vinto contro i Seattle Seahawks.
Nel secondo turno della stagione 2015, Collins mise a segno un nuovo primato personale di 2,5 sack sul quarterback dei Bills Tyrod Taylor. A fine stagione fu convocato per il primo Pro Bowl in carriera ed inserito nel Second-team All-Pro dopo avere guidato la NFL con cinque fumble forzati.

### Cleveland Browns
Il 31 ottobre 2016, Collins fu scambiato coi Cleveland Browns in cambio di una scelta al terzo giro del Draft 2017.
Il 23 gennaio 2017, Collins firmò un contratto quadriennale del valore di 50 milioni di dollari con i Browns. Nel corso della settimana 10 contro i Detroit Lions si infortunò al legamento mediale collaterale, perdendo tutto il resto della stagione 2017.

### Ritorno ai Patriots
Dopo essere stato svincolato, nel 2019 Collins firmò per fare ritorno ai Patriots. Nel secondo turno della stagione 2019 intercettò due passaggi di Ryan Fitzpatrick dei Dolphins, ritornandone uno in touchdown. Nella settimana 8 si vendicò dei suoi ex Browns con un massimo stagionale di 13 placcaggi e 1,5 sack nella vittoria per 27-13.

### Detroit Lions
Il 16 marzo 2020, Collins firmò con i Detroit Lions un contratto triennale del valore di 30 milioni di dollari.

## Palmarès

### Franchigia
- Super Bowl : 1

New England Patriots: XLIX
- American Football Conference Championship: 1

New England Patriots: 2014

### Individuale
- Convocazioni al Pro Bowl: 1

2015
- Second-team All-Pro: 1

2015
- Leader della NFL in fumble forzati: 1

2015